# Slavšina
Slavšina este o localitate din comuna Sveti Andraž v Slovenskih goricah, Slovenia, cu o populație de 163 de locuitori.